# Metropolregion TV
Metropolregion TV (Eigenschreibweise: METROPOLREGION TV) ist ein regionaler Fernsehsender im Ballungsraum Metropolregion Rhein-Neckar mit Sitz in Weinheim an der Bergstraße. Er sendet in den Bundesländern Baden-Württemberg, Hessen und Rheinland-Pfalz. Betrieben wird der Sender von der TV-Medien Rhein-Neckar GmbH. Geschäftsführer des Senders ist Christian Gräber.

## Geschichte
Der Sendestart war am 7. Juli 2014. Die Lizenzvergabe erfolgte durch die LFK unter dem Aktenzeichen F1.2.23. Als Dokumentations- und Reportagesender verzichtet der Sender auf Nachrichten oder Unfallberichte und konzentriert sich auf Berichte, Reportagen und Imagefilme über die Region. Der Sender berichtet über die Heimat, zeigt ein vielfältiges Programm von Sport, über Kultur, bis hin zu Reportagen über Menschen, Unternehmen und Veranstaltungen der Region. Für jede größere Region gibt es einen eigenen Sendetag, in dem nur Beiträge aus dieser Region gezeigt werden. Darüber hinaus gibt es weitere Sendefenster: Bands der Region, BermudaSHORTS (Kurzfilme), Liveaufzeichnungen, Rhein-Neckar-Shopping, Unternehmen der Region und Werbung.
Seit dem 17. Mai 2017 ist die Blue Lava GmbH mit 25 % an Metropolregion.tv beteiligt. Am 1. August 2018 wurde das Studio Mannheim im Jungbusch eröffnet.

## Empfang
Das Sendegebiet erstreckt sich über die gesamte Metropolregion Rhein-Neckar. Mit der Belegung des HUBs Mannheim auf Kabel BW (Kanal 166) erreicht METROPOLREGION TV täglich über 300.000 Zuschauer.